# Mäster Pers gränd

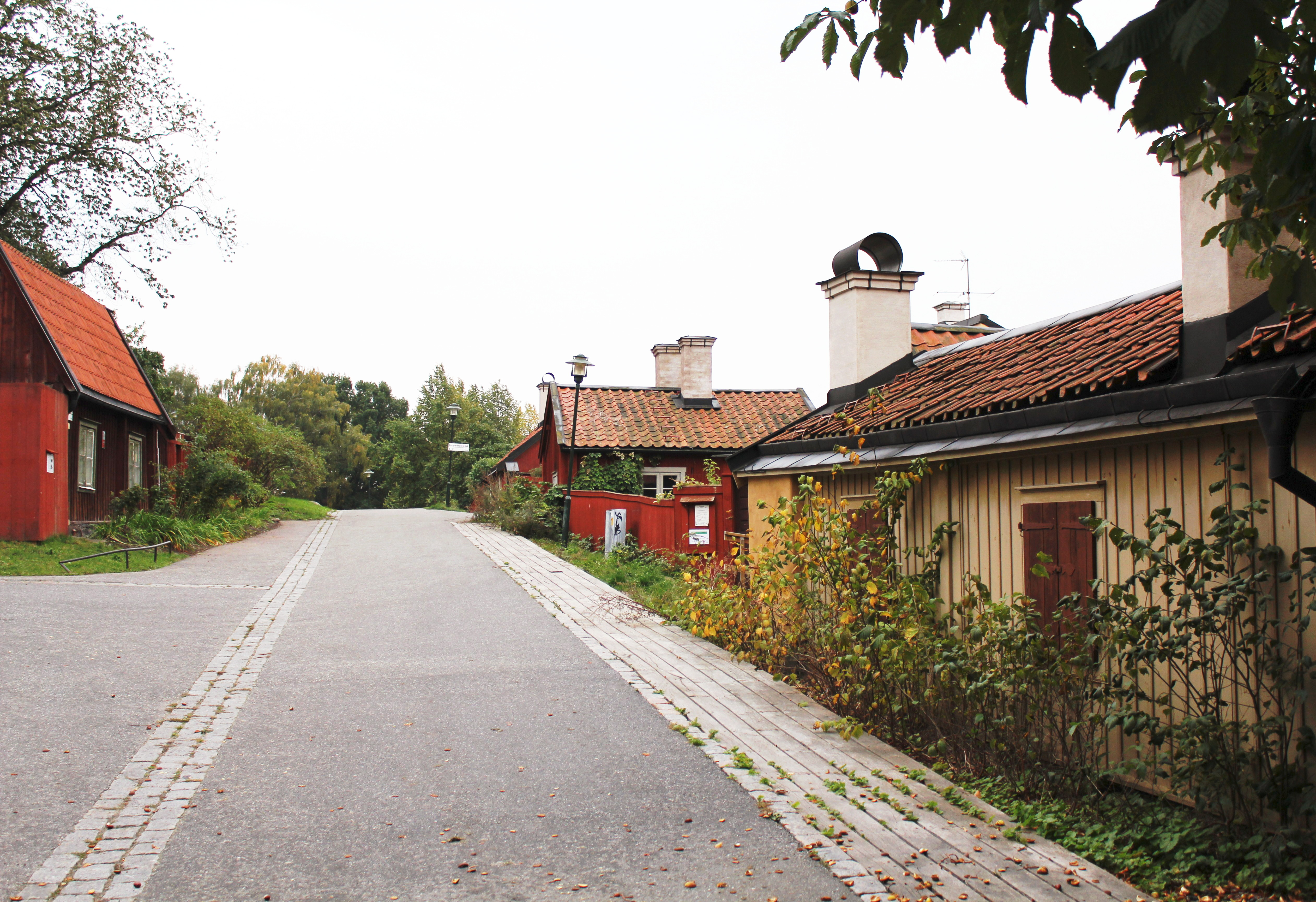
Mäster Pers gränd söderut, 2011.

Mäster Pers gränd är en mindre gata på Södermalm i Stockholm som ligger vid västra sluttningen av Vita bergen, nedanför Sofia kyrka. Grändens bebyggelse hör idag till de få kvarvarande så kallade reservatsområden i Stockholm som är ett antal fastigheter i en kulturhistoriskt värdefull miljö.

## Historik

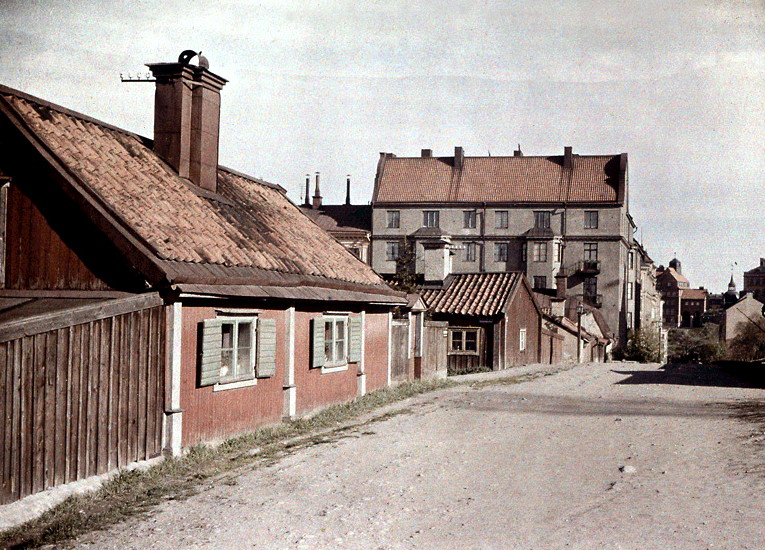
Mäster Pers gränd (dåvarande Borgmästargatan) på 1920-talet.

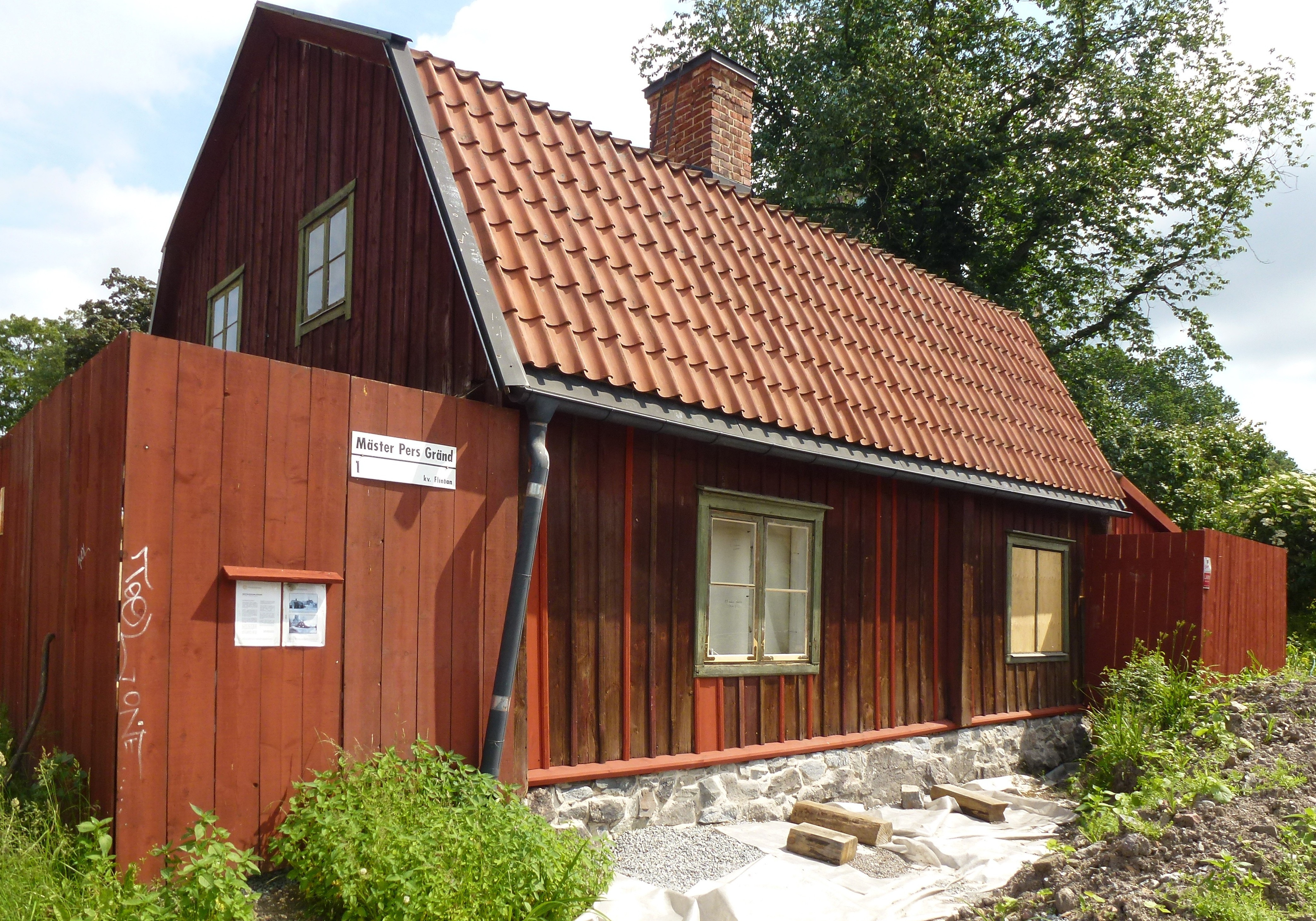
Mäster Pers gränd nr 1, renovering 2012.

Mäster Pers gränd fick sitt nuvarande namn 1968. Innan dess var gränden den södra fortsättningen av Borgmästargatan. Mäster Per eller Mäster Peder kallades Petrus Dieterici Arenbechius, Katarina församlingens första kyrkoherde. Man återupplivade så ett äldre gatunamn på Södermalm från 1600-talet. 
Området omfattas av fastigheten Flintan 1 som ligger nedanför Sofia kyrka på västra sluttningen av Vita bergen och begränsas i väster av Renstiernas gata. Inom kvarteret Flintan sträcker sig även Bergsprängargränd. Här finns ett tjugotal enkla trä- och stenhus från 1700- och 1800-talen. De som bosatte sig här var mindre bemedlat folk, som fick sin utkomst i de närbelägna industrierna kring Barnängen. 
Idag är området en pittoresk idyll, långt ifrån 1800-talets fattigdom. De flesta kvarvarande husen längs Mäster Pers gränd och Bergsprängargränd är moderniserade och hyrs ut av AB Stadsholmen som äger och förvaltar dem. Samtliga hus är blåmärkta av Stadsmuseet i Stockholm, vilket innebär "att bebyggelsen bedöms ha synnerligen höga kulturhistoriska värden".
Den rödmålade stugan på Mäster Pers gränd 1 var den sista i Vita bergen som rustades upp av fastighetsägaren AB Stadsholmen och fick modern standard åren 2011 till 2012. Här bodde sedan 1928 Alrik Sundberg (död 2010) som tyckte att det fungerade utmärkt att leva utan elektricitet, vatten och avlopp. Fram till renoveringen 2011 fanns varken vatten, el eller avlopp indraget. Vatten hämtades från en pump på Bergsprängargränd och på gården stod ett avträde. Huset finns omnämnt 1729 och byggdes i början av 1700-talet. Det har varit bostad för sillpackare, brandvaktmästare och några änkor. Under Stockholms bostadskris på 1800-talets slut hade huset flera inneboende, ibland bodde elva personer där samtidigt

### Anläggningar och byggnader
- I berget under den kulturhistoriska bebyggelsen ligger Pionen, den före detta ledningsplatsen från 1943 som  internetleverantören Bahnhof övertog år 2007 och lät bygga om till datahall.
- Inom området ligger Hasse och Tages skrivstuga, ett litet trähus från 1700-talet som under många år varit Hans Alfredsons och Tage Danielssons författarstuga.
- Karneval förlag ligger på Mäster Pers gränd 2B.